# Selección de balonmano de Canadá
La Selección de balonmano de Canadá es el equipo formado por jugadores de nacionalidad canadiense que representa a la Federación Canadiense de Balonmano en las competiciones internacionales organizadas por la Federación Internacional de Balonmano (IHF) o el Comité Olímpico Internacional (COI). Hasta la fecha, el mayor éxito de este conjunto se corresponde con el subcampeonato alcanzado en el Campeonato Panamericano de 1979.

## Historial

### Juegos Olímpicos
- 1936 - No participó
- 1972 - No participó
- 1976 - 11.ª plaza
- 1980 - No participó
- 1984 - No participó
- 1988 - No participó
- 1992 - No participó
- 1996 - No participó
- 2000 - No participó
- 2004 - No participó
- 2008 - No participó
- 2012 - No participó
- 2016 - No participó

### Campeonatos del Mundo
- 1938 - No participó
- 1954 - No participó
- 1958 - No participó
- 1961 - No participó
- 1964 - No participó
- 1967 - 16.ª plaza
- 1970 - No participó
- 1974 - No participó
- 1978 - 15.ª plaza
- 1982 - No participó
- 1986 - No participó
- 1990 - No participó
- 1993 - No participó
- 1995 - No participó
- 1997 - No participó
- 1999 - No participó
- 2001 - No participó
- 2003 - No participó
- 2005 - 23ª plaza
- 2007 - No participó
- 2009 - No participó
- 2011 - No participó
- 2013 - No participó
- 2015 - No participó
- 2017 - No participó
- 2019 - No participó

### Campeonatos de América
- 1979 -  Subcampeona
- 1981 - No participó
- 1983 -  Tercera
- 1985 - 6.ª plaza
- 1989 - 4.ª plaza
- 1994 - No participó
- 1996 - 5.ª plaza
- 1998 - 6.ª plaza
- 2000 - No participó
- 2002 - No participó
- 2004 -  Tercera
- 2006 - No participó
- 2008 - 7.ª plaza
- 2010 - 7.ª plaza
- 2012 - No participó
- 2014 - No participó
- 2016 - 10.ª plaza
- 2018 - 5.ª plaza